# Port of Menteith
Port of Menteith är en ort i Storbritannien.   Den ligger i kommunen Stirling och riksdelen Skottland, i den nordvästra delen av landet, 600 km nordväst om huvudstaden London. Port of Menteith ligger 31 meter över havet och antalet invånare är 768.
Terrängen runt Port of Menteith är kuperad åt nordväst, men åt sydost är den platt. Runt Port of Menteith är det glesbefolkat, med 12 invånare per kvadratkilometer. Närmaste större samhälle är Callander, 7,7 km nordost om Port of Menteith. Trakten runt Port of Menteith består i huvudsak av gräsmarker.